# ان‌جی‌سی ۲۱
ان‌جی‌سی ۲۱ (به انگلیسی: NGC 21)( که با نام ان‌جی‌سی ۲۹ هم شناخته می شود) یک کهکشان مارپیچی است که در صورت فلکی زن بر زنجیر قرار دارد و با چشم غیر مسلح قابل دیدن نیست.